# Astragalus baionensis
Astragalus baionensis är en ärtväxtart som beskrevs av Jean Loiseleur-Deslongchamps. Astragalus baionensis ingår i släktet vedlar, och familjen ärtväxter. Inga underarter finns listade i Catalogue of Life.